# Amante de los animales

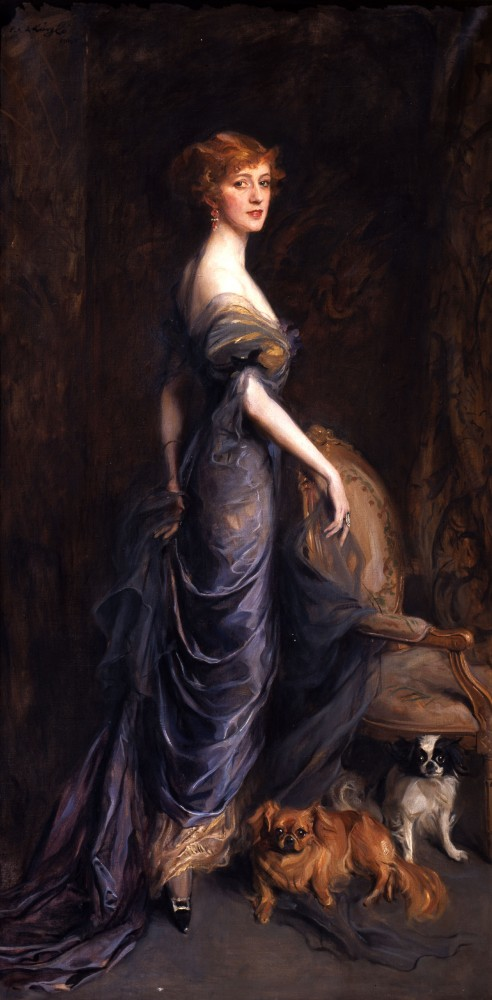
La señora George Owen Sandys y sus mascotas, pintada por Philip de László, 1915.

Un amante de los animales es una persona que se dedica al pasatiempo de la apreciación, promoción o cría de animales domésticos o de compañía.
Ser amante de los animaes puede incluir propiedad, exhibición, deportes con animales y otras competiciones, y cría. Los aficionados pueden simplemente recolectar especímenes del animal en recintos apropiados (vivarium), como un acuario terrario o aviario. Algunos aficionados mantienen granjas de pasatiempos, zoológicos o ménageries. Hay muchos clubes y asociaciones de animales en el mundo, que atienden a todo, desde palomas hasta perros lobo irlandeses. Los aficionados y los aficionados pueden denominarse colectivamente el gusto por ese tipo de animal, por ejemplo, el gusto por los gatos.
Los amantes de los animales pueden tener también animales considerados mascotas exóticas; un ejemplo de rápido crecimiento es la herpetocultura, la cría de reptiles y anfibios.